# Little Trees
Little Trees foi um girl group dinamarquês de música pop, formado em copenhague, em 2001. Era composto por três cantoras Marie Brøbech, Stephanie Nguyen e Sofie Walburn Kring, que tinham 13, 14 e 15 anos na época, respectivamente. As meninas já se conheciam desde a infância e foram selecionadas para cantar e dançar com as idades de 8-9. Elas são mais conhecidos por cantar a música "Help! I'm a Fish (Little Yellow Fish)", que foi tema do filme animado Help! I'm a Fish (2001). A canção foi produzida por Ole evenrud (que trabalhou também com A*Teens). Ole evenrud também produziu uma versão simulada da mesma música para a dupla dinamarquesa, Creamy.  Os produtores da trilha sonora de Help! I'm a Fish deixou o trio cantar a música título, mas o sucesso durou pouco e o grupo não lançou mais nenhum material após o segundo single. 

## Discografia

### Singles
| Título                                  | Ano  | UK Singles Chart |
| --------------------------------------- | ---- | ---------------- |
| "Help! I'm a Fish (Little Yellow Fish)" | 2001 | 11               |
| "Turn Around"                           | 2002 | —                |